# Цикадка павукоподібна
Цикадка павукоподібна (Caliscelis wallengreni) — вид шиєхоботних комах родини Caliscelidae. Поширений в Південній Європі та Азії від Франції до Далекого Сходу.